# Mihail Davidoglu
Mihail Davidoglu (n. Moise Davidson; 1910, Hârlău – d. 17 august 1987, București) a fost un dramaturg român, reprezentant al realismului socialist. Este autorul pieselor: Omul din Ceatal, Minerii, Cetatea de foc, Nunta, Suflete în furtună, Ochii dragi ai bunicului.
Și-a susținut bacalaureatul la liceul Comunității israelite din Galați, în anul 1929, după care a urmat Facultatea de litere și filosofie a Universității din București (1929-1931). După absolvire, a lucrat ca profesor de limba latină (1932-1941), apoi funcționar în ministerul artelor (1945-1948). A fost o vreme președinte al Comitetului de Cultură al sectorului I București. A ocupat diverse funcții la Uniunea Scriitorilor.

## Opera
A debutat cu piesa de teatru radiofonic „Marinarul smirniot”, în 1936.
Debutul scenic a avut loc în 1947 la Teatrul Național din București cu drama „Omul din Ceatal”, scrisă în 1943.
- Minerii (1949),
- Cetatea de foc (1950), data premierei la Teatrul Național din Cluj: 15 aprilie 1951[7]
- Horia (Dramă în 4 acte, 1955),
- Orașul în flăcări (Dramă în trei acte, 1955)
- Un om în noapte (Schiță dramatică într-un act, 1965)
- Pe drumul fără de întoarcere al iubirii (Dramă într-un act, 1967)
- Ochii dragi ai bunicului (1970),
- Străbunul (1971),
- Neamul Arjoca (Trilogie dramatică, 1972)
- Platforma magică (Dramă în trei acte, 1983),
- Cele trei Marii din vale (1983).
- Noi cei din vale (1983).
- Din pragul vremii (1983),
- Suflete în furtună (1986).

În alte limbi:
- Csodálatos vihar (Nemaipomenită furtună), traducere în limba maghiară de Lőrinczi László, Bukarest, 1957.[8]

## Premii și distincții
- Premiul Academiei, 1949,
- Premiul de Stat, 1950, 1953,
- Premiul Academiei Scriitorilor din București, 1983.

### Distincții
- Medalia „A cincea aniversare a Republicii Populare Române” (24 decembrie 1952) „pentru lupta și munca duse în vederea făuririi, consolidării și prosperării Republicii Populare Române”[9]
- Ordinul „Steaua Republicii Populare Romîne” clasa a IV-a (12 august 1959) „pentru activitate rodnică în dezvoltarea științei și culturii din Republica Populară Romînă”[10]
- Ordinul Meritul Cultural clasa a II-a (1971) „pentru merite deosebite în opera de construire a socialismului, cu prilejul aniversării a 50 de ani de la constituirea Partidului Comunist Român”[11]

Posedând un meșteșug al spectacolului teatral, Davidoglu surprinde și reprezintă de la început cerințele noii drame realist-socialiste - personaje bine conturate „pozitive” - mineri conștienți de necesitatea făuririi noii societăți, și „negative”, burghezi „foști” care se opun, sabotează. Conflicte puternice care se rezolvă optimist prin triumful noului, abila și simplista retorică propagandistă, replici scurte și dure însă memorabile, limbaj accesibil însă pigmentat cu regionalisme, versuri populare, terminologie specifică profesiilor prezentate. Prin conceptul naiv dihotomic al conflictului și personajelor, Davidoglu a fost un reprezentant tipic al „noului teatru”.